# Kūh-e Tāsarkhī
Kūh-e Tāsarkhī (persiska: کوه تاسرخی) är ett berg i Iran.   Det ligger i provinsen Yazd, i den centrala delen av landet, 500 km sydost om huvudstaden Teheran. Toppen på Kūh-e Tāsarkhī är 2 230 meter över havet, eller 73 meter över den omgivande terrängen. Bredden vid basen är 1,5 km.
Terrängen runt Kūh-e Tāsarkhī är varierad.Runt Kūh-e Tāsarkhī är det glesbefolkat, med 8 invånare per kvadratkilometer. Närmaste större samhälle är Taft, 9,4 km norr om Kūh-e Tāsarkhī. Trakten runt Kūh-e Tāsarkhī är ofruktbar med lite eller ingen växtlighet.